# Apodemus witherbyi
Apodemus witherbyi är en däggdjursart som beskrevs av Oldfield Thomas 1902. Apodemus witherbyi ingår i släktet skogsmöss och familjen råttdjur. Inga underarter finns listade.

## Beskrivning
En slank skogsmus med en kroppslängd (exklusive svansen) på 7,7 till 11 cm, en svanslängd på 7,5 till 12 cm och en vikt mellan 16 och 34 g. Ryggsidan är gulbrun, och buksidan rent vit; gränsen mellan de två färgfälten är mycket tydlig.

## Ekologi
Apodemus witherbyi förekommer på slätter och skog samt halvöknar och stäpplandskap i bergstrakter upp till 2 100 meter över havet. Arten vill ha buskar som undervegetation att gömma sig i. Födan består främst av löv och kvistar från buskar samt cederkottar.

## Utbredning
Utbredningsområdet för denna skogsmus sträcker sig från södra Ukraina över Kaukasus till centrala Pakistan och troligtvis även Afghanistan och norra Irak. I syd når arten Syrien, Jordanien, Libanon och norra Israel. Söder om Svarta havet finns gnagaren i Turkiet och på Rhodos.

## Status
Arten är vanlig i sitt utbredningsområde och inga större hot är kända. IUCN kategoriserar den därför globalt som livskraftig.